# انجیری‌واران
انجیری‌واران (نام علمی: Opuntioideae) نام یک زیرخانواده از خانواده کاکتوس است.